# Panton Rayeuk M
Panton Rayeuk M is een bestuurslaag in het regentschap Aceh Timur van de provincie Atjeh, Indonesië. Panton Rayeuk M telt 1380 inwoners (volkstelling 2010).